# Aït Hichem
Cet article concerne le village marocain. Pour le village algérien, voir Ait Hichem.
 (décembre 2016).
Si vous disposez d'ouvrages ou d'articles de référence ou si vous connaissez des sites web de qualité traitant du thème abordé ici, merci de compléter l'article en donnant les références utiles à sa vérifiabilité et en les liant à la section « Notes et références ».
Aïṭ Hichem, (en arabe : ايت هشام) est un village de la commune d'Ait Youssef Ouali situé au cœur de Beni Ouaryaghel (Aṭ Uryaghal), commune d'Al Hoceima au nord du Maroc.
Le village se trouve à 12 km de la ville d'Al Hoceima et 4 km de cercle d'Ajdir. Il est desservi par une route départementale entre Ajdir et Aït Kemra en passant par Azghar puis Aït Abd-Al-Aziz.
Oued Ghis et oued Nikor sont les principaux paniers de (terre fertile) de la baie d'Al-Hoceima.

## Histoire
Abdelkrim El Khattabi (issue de la tribu Beni Ouriaghel) est président d'une des premières formes démocratiques de pouvoir en Afrique, la République du Rif. La guerre du Rif est un épisode symbolique fort dans l'histoire du Maroc et de l'Afrique. Elle est la première guerre anticoloniale du XXe siècle et précède tous les conflits liés à la décolonisation en Afrique et dans le reste du monde.
Aṭ Hichem comprend les dechars (petits villages) suivants : Aṭ Bu Zembou, Aṭ Abdelaziz, Andaloussane, Iqoubiane, Iquiananes... le cœur de village est entouré par des collines et des montages d'une hauteur moyennes. Le point culminant est Djbel Sidi M'hand, où se trouve la tombe de Sidi M'hand (un Marabout Cherif) connu par un mawssime de Aid Almawlid Annabaoui.

## Tremblement de terre de 2004
Dans la nuit du 24 février 2004, un tremblement de terre d'une magnitude de 6,3 degrés sur l'échelle ouverte de Richter ravage une bonne partie de village ainsi que des localités avoisinantes comme Imzouren. Un vaste programme de relogement et d'infrastructures est lancé par la suite.